# Campionati del mondo di atletica leggera indoor 2012 - Salto con l'asta femminile
La gara di salto con l'asta femminile si è tenuta l'11 marzo 2012 a partire dalle ore 14:00, con finale diretta. Hanno partecipato alla gara 16 atlete, con misura di qualificazione al mondiale fissata in 4,52 m.

## Risultati

### Finale[1]
| Pos | Nome                | Nazione       | 4.30 | 4.45 | 4.55 | 4.65 | 4.70 | 4.75 | 4.80 | 5.02 | Ris  | Note |
| --- | ------------------- | ------------- | ---- | ---- | ---- | ---- | ---- | ---- | ---- | ---- | ---- | ---- |
| 1   | Yelena Isinbayeva   | Russia        | —    | —    | —    | —    | o    | —    | o    | xxx  | 4.80 |      |
| 2   | Vanessa Boslak      | Francia       | o    | o    | o    | o    | o    | xxx  |      |      | 4.70 | NR   |
| 3   | Holly Bleasdale     | Gran Bretagna | —    | xo   | —    | o    | xo   | xxx  |      |      | 4.70 |      |
| 4   | Silke Spiegelburg   | Germania      | —    | o    | xo   | o    | xxx  |      |      |      | 4.65 |      |
| 5   | Lacy Janson         | Stati Uniti   | xo   | o    | o    | xxo  | xxx  |      |      |      | 4.65 | SB   |
| 6   | Jiřina Ptáčníková   | Rep. Ceca     | o    | o    | o    | xx—  | x    |      |      |      | 4.55 |      |
| 7   | Yarisley Silva      | Cuba          | —    | xo   | o    | xxx  |      |      |      |      | 4.55 |      |
| 8   | Nicole Büchler      | Svizzera      | o    | o    | xo   | xxx  |      |      |      |      | 4.55 | NR   |
| 9   | Alana Boyd          | Australia     | o    | xxo  | xo   | xxx  |      |      |      |      | 4.55 |      |
| 10  | Anastasia Savchenko | Russia        | o    | o    | xxx  |      |      |      |      |      | 4.45 |      |
| 11  | Jillian Schwartz    | Israele       | o    | xxo  | xxx  |      |      |      |      |      | 4.45 |      |
| 12  | Kristina Gadschiew  | Germania      | o    | xxx  |      |      |      |      |      |      | 4.30 |      |
| 12  | Hanna Shelekh       | Ucraina       | o    | x    |      |      |      |      |      |      | 4.30 |      |
| 14  | Mary Saxer          | Stati Uniti   | xxo  | xxx  |      |      |      |      |      |      | 4.30 |      |
| NCL | Katie Byres         | Gran Bretagna | xxx  |      |      |      |      |      |      |      | NM   |      |
| NCL | Caroline Bonde Holm | Danimarca     | xxx  |      |      |      |      |      |      |      | NM   |      |